# Microplexia bicostata
Microplexia bicostata är en fjärilsart som beskrevs av Emilio Berio 1964. Microplexia bicostata ingår i släktet Microplexia och familjen nattflyn. Inga underarter finns listade i Catalogue of Life.